# Heteronyx pilosus
Heteronyx pilosus är en skalbaggsart som beskrevs av Blanchard 1850. Heteronyx pilosus ingår i släktet Heteronyx och familjen Melolonthidae. Inga underarter finns listade i Catalogue of Life.